# Juillet 1838

## Événements
- Déclaration austro-russe de Teplitz appuyant la Turquie dans son conflit avec l’Égypte.

- 4 juillet, France : ordonnance du Roi portant autorisation de la Société anonyme du chemin de fer de Montpellier à Cette.

- 5 juillet : Victor Hugo commence la première version de Ruy Blas.

- 7 juillet, France : une loi permet l'établissement d'une ligne de chemin de fer entre Paris et Dieppe, par Rouen et Le Havre.

- 8 juillet : Victor Hugo entreprend la version définitive de Ruy Blas.

- 12 juillet, France : fin de la session parlementaire.

- 16 juillet, France : incendie du théâtre du Vaudeville rue de Chartres (rue aujourd'hui disparue, située entre la place du Carrousel et le Palais-Royal). Selon Hillairet, dans la nuit du 16 au 17 juillet 1838, selon Victor Hugo en juin 1839. Le théâtre du Vaudeville avait été fondé en 1791 par le chevalier de Piis et par Pierre-Yves Barré, par la transformation du Waux-hall d'Hiver, salle de danse située sur une partie des terrains de l'ex-hôtel de Rambouillet, en une salle de spectacle. Après l'incendie, sa troupe alla jouer provisoirement dans la salle du Gymnase, boulevard de Bonne-Nouvelle) en attendant de pouvoir s'installer, le 16 mai 1840, dans l'ancien théâtre des Nouveautés, place de la Bourse.

- 22 juillet : conversion officielle au catholicisme d'Hercule de Serre par l'action de Henri Lacordaire.

- 30 juillet : en Allemagne, la Convention de Dresde permet de réaliser l'unité monétaire du pays (mark dit « de Cologne »). Les États du Zollverein se dotent d’une monnaie commune, le thaler prussien.

## Naissances
- 8 juillet : Ferdinand von Zeppelin (mort en 1917), ingénieur allemand.
- 14 juillet : Auguste Adolphe Okolowicz (mort en 1891), militaire français, général pendant la Commune de Paris (1871).
- 19 juillet
  - Joel Asaph Allen (mort en 1921), zoologiste américain.
  - Paul Havrez (mort en 1875), chimiste belge.

## Décès
- 17 juillet :
  - Joseph Augustin Delesalle (né le 22 mars 1773), général français
  - Pierre Charles Petou-Desnoyers (né le 15 février 1764), général de brigade français du Premier Empire

- 19 juillet : Pierre Louis Dulong (né en 1785), chimiste et physicien français.
- 24 juillet : Frédéric Cuvier (né en 1773), zoologiste et paléontologue français.